# 旭川四条駅
旭川四条駅（あさひかわよじょうえき）は、北海道旭川市4条通18丁目にある北海道旅客鉄道（JR北海道）宗谷本線の駅である。駅番号はA29。一部の快速「なよろ」を含む宗谷本線普通列車のほか、新旭川駅 - 旭川駅間に乗り入れている石北本線の列車（下り快速「きたみ」を含む）も停車する。
本項目ではかつて隣接していた旭川電気軌道東川線旭川四条駅、および当駅の開設以前に付近に存在した旭川市街軌道四条線四条十七丁目電停についても述べる。

## 歴史

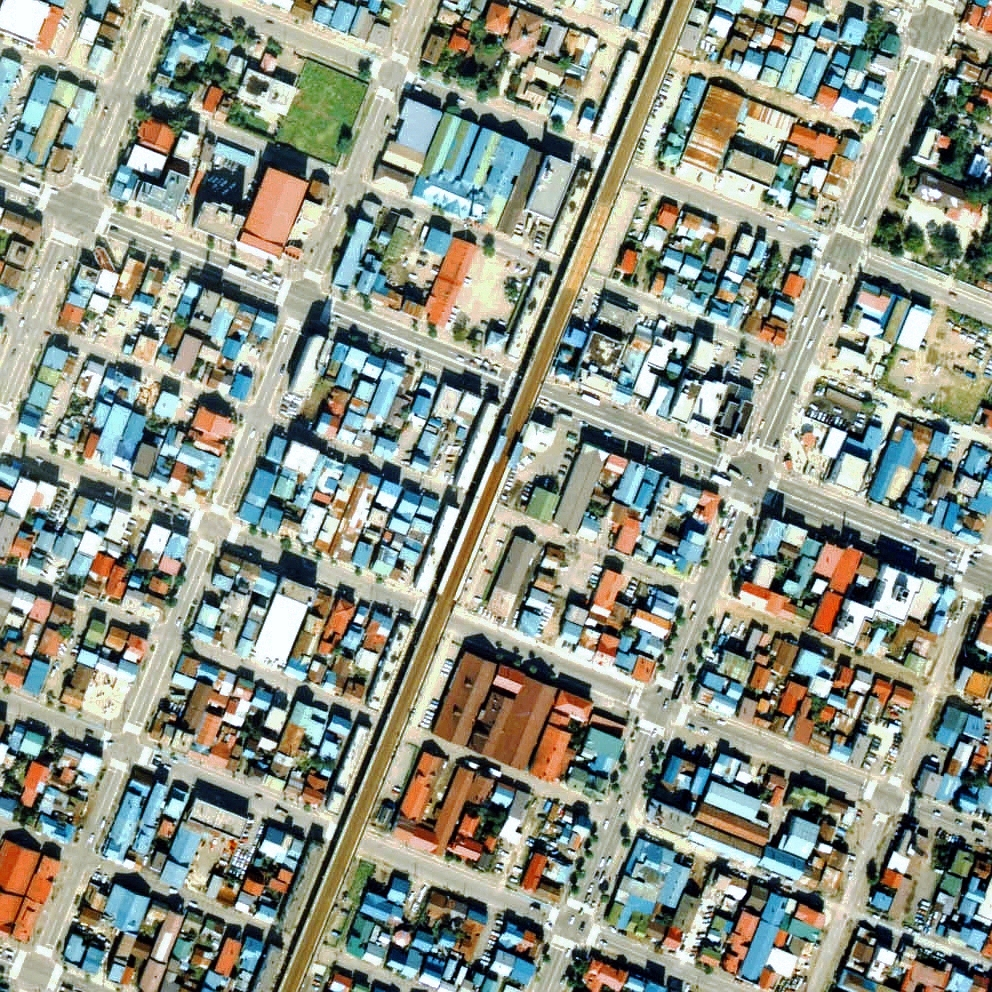
1977年の旭川四条駅と周囲約500m範囲。上が宗谷本線名寄方面および石北本線遠軽方面。この4年前に既に高架になっている。地上駅時代（仮乗降場時代）は線路右側にホームがあった。駅右上側には、このホームに隣接したカーブ状のホームを持っていて、高架化直前に廃止になった旭川電気軌道東川線の駅跡が、小さな広場として残っている。

当時の旭川市長の請願により設置された仮乗降場がその出自である。1971年（昭和46年）から着手された宗谷本線旭川駅 - 新旭川駅間線増（高架複線化）に際してはその存廃が検討されたが、地元の要望が強く、工事費2000万円を地元が全額負担することで、高架上に新設移転し、正規の駅となった。

### 年表
- 1957年（昭和32年）2月1日：日本国有鉄道宗谷本線の旭川四条仮乗降場（局設定）として開業[1]。
- 1973年（昭和48年）
  - 7月1日：旭川駅 - 新旭川駅間が単線で高架化[4]。
  - 9月29日：旭川駅 - 新旭川駅間の複線高架化完成[5]に伴い、旅客駅（旅客のみ扱い）に昇格[1][6]。駅員無配置駅[7]。
- 1987年（昭和62年）4月1日：国鉄分割民営化に伴い、北海道旅客鉄道（JR北海道）の駅となる[1]。
  - なお、翌1988年（昭和63年）3月13日に、旭川駅・新旭川駅・東旭川駅について「旭川」の読みを「あさひがわ」から「あさひかわ」としているが、当駅はこの時点ですでに「あさひかわ」の読みであった[8]。
- 1999年（平成11年）頃：簡易委託廃止・無人化。
- 2003年（平成15年）5月10日：旭川駅高架化に伴う旭川運転所の移転に伴い旭川駅 - 北旭川駅（旭川運転所）間電化。ただし、旭川運転所への回送車両が通過するのみ。
- 2009年（平成21年）10月3日：711系が団体臨時列車で停車。電車初の営業停車となった。
- 2019年（平成31年）3月16日：ダイヤ改正に伴い、削減された普通列車の代替として特別快速「きたみ」（現在の快速「きたみ」）が下り列車のみ停車を開始[JR北 1][9]。
- 2022年（令和4年）3月31日：高架橋の耐震補強工事のため、待合室及びトイレが閉鎖[10]。

### 旭川電気軌道 旭川四条駅
- 1927年（昭和2年）
  - 3月10日：旭川電気軌道東川線の四条駅 - 追分駅間開業に伴い、道路上に四条駅が開業。
  - 10月20日：東川線の四条駅 - 旭川駅間開業（旅客営業は四条駅 - 旭川一条駅間のみ）に伴い、四条通駅が開業。
- 年月日不詳：四条通駅と四条駅が統合され、旭川四条駅が開業。
- 1937年（昭和12年）10月20日：東川線の旭川四条駅 - 旭川一条駅間の旅客営業廃止に伴い、旭川四条駅が旅客営業の起点となる。
- 1973年（昭和48年）1月1日：東川線が廃止。

### 旭川市街軌道 四条十七丁目停留場
- 1929年（昭和4年）11月3日：旭川市街軌道四条線の四条一丁目 - 四条十七丁目間開業に伴い四条十七丁目停留場開業。
- 1948年（昭和23年）4月7日：旭川市街軌道四条線の廃止に伴い、四条十七丁目停留場廃止。

## 駅構造
相対式ホーム2面2線を有する高架駅。旭川駅管理の無人駅である。高架下に待合室、男女別の水洗式便所があったが、2022年3月で耐震工事に伴い閉鎖され、その後解体された。。ホーム同士は階下の連絡通路で結ばれており、連絡通路が待合スペースとなっている。
構内は旭川運転所への電車回送のため電化されているが、当駅を発着する定期旅客列車はすべて気動車での運行となっている。 

### のりば
| のりば | 路線                | 方向 | 行先           |
| ------ | ------------------- | ---- | -------------- |
| 1      | ■宗谷本線 ■石北本線 | 上り | 旭川方面       |
| 2      | ■宗谷本線           | 下り | 比布・名寄方面 |
| 2      | ■石北本線           | 下り | 上川・北見方面 |

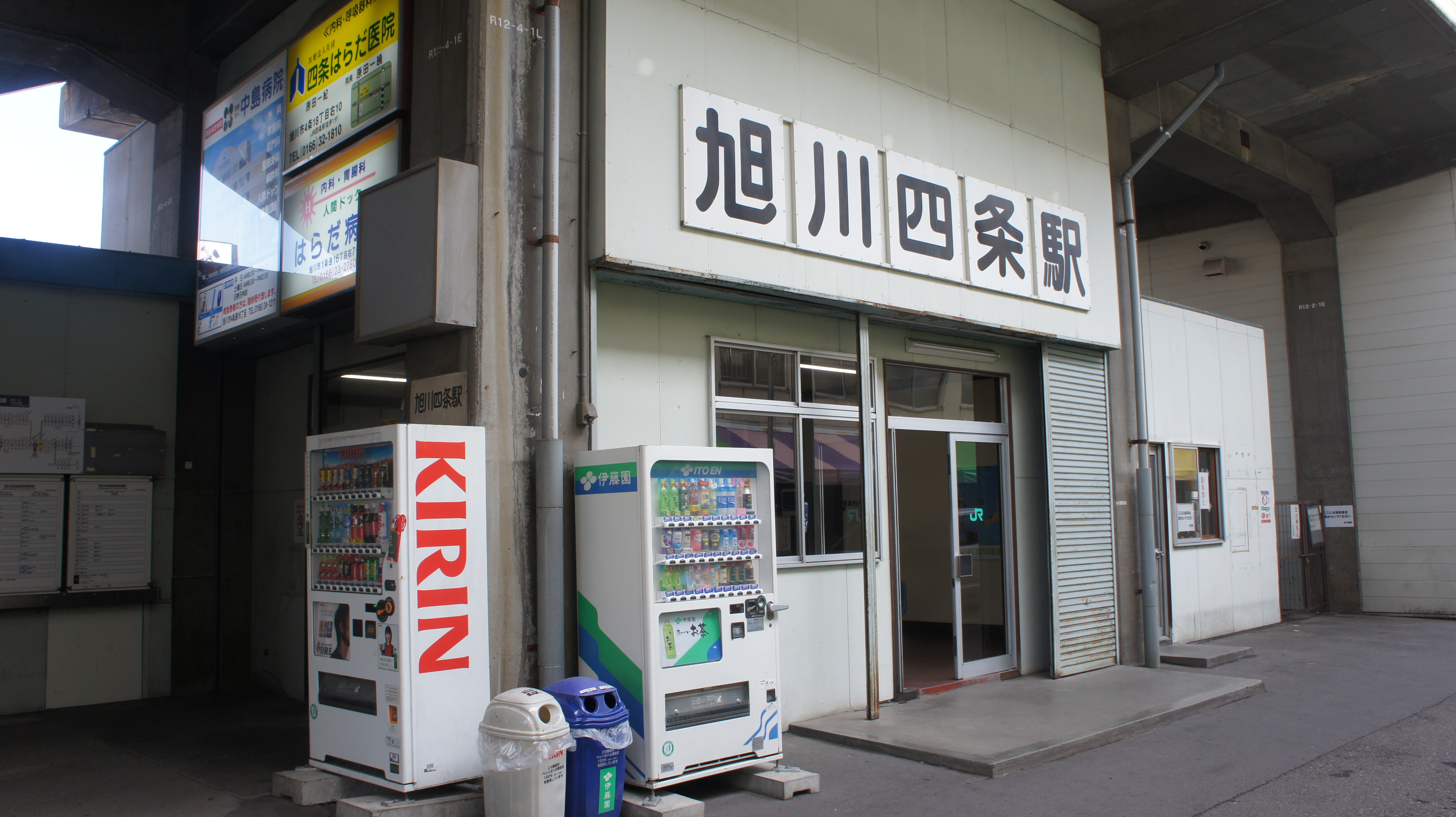
待合室出入口（2017年8月）
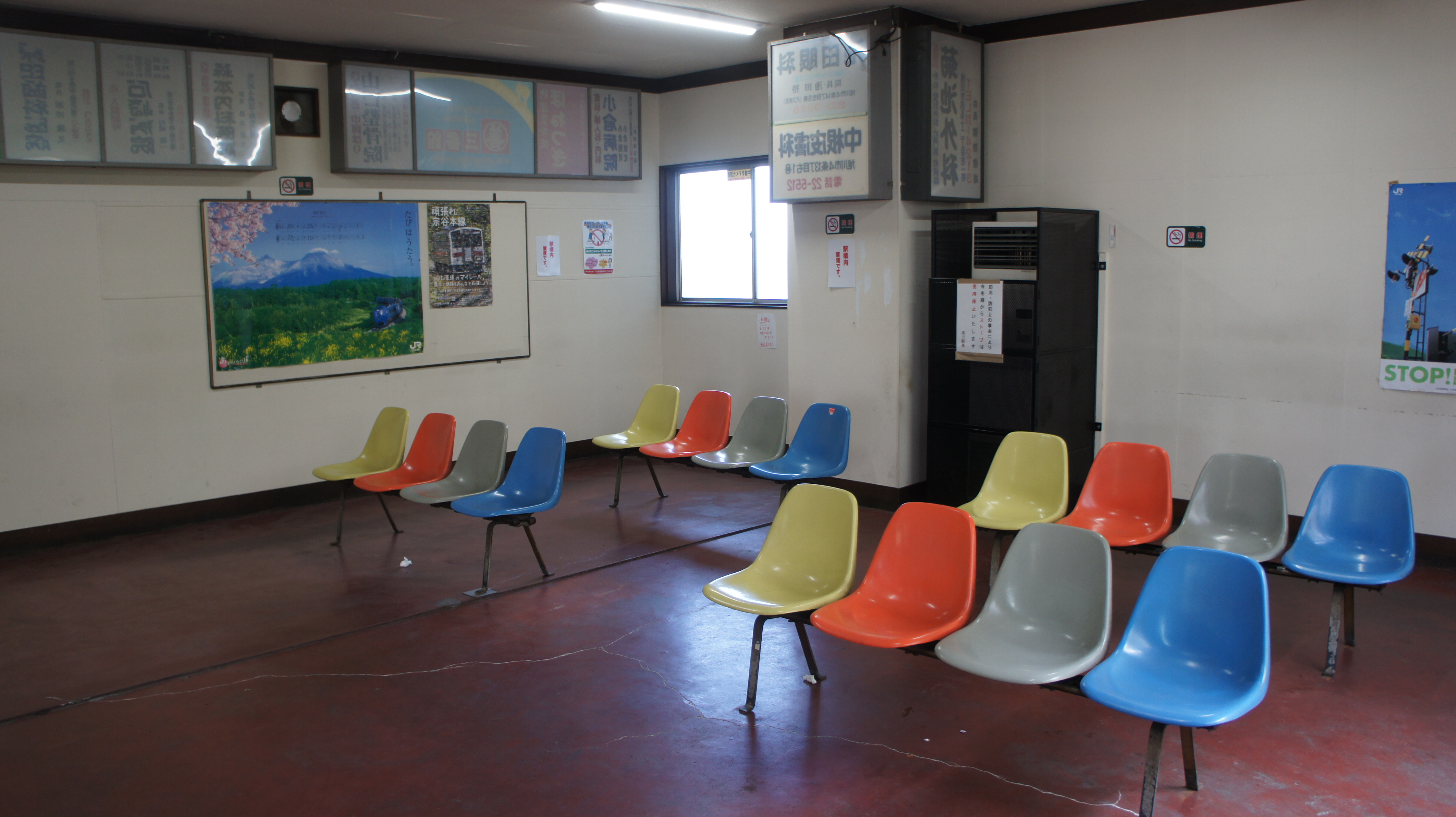
待合室内（2017年8月）
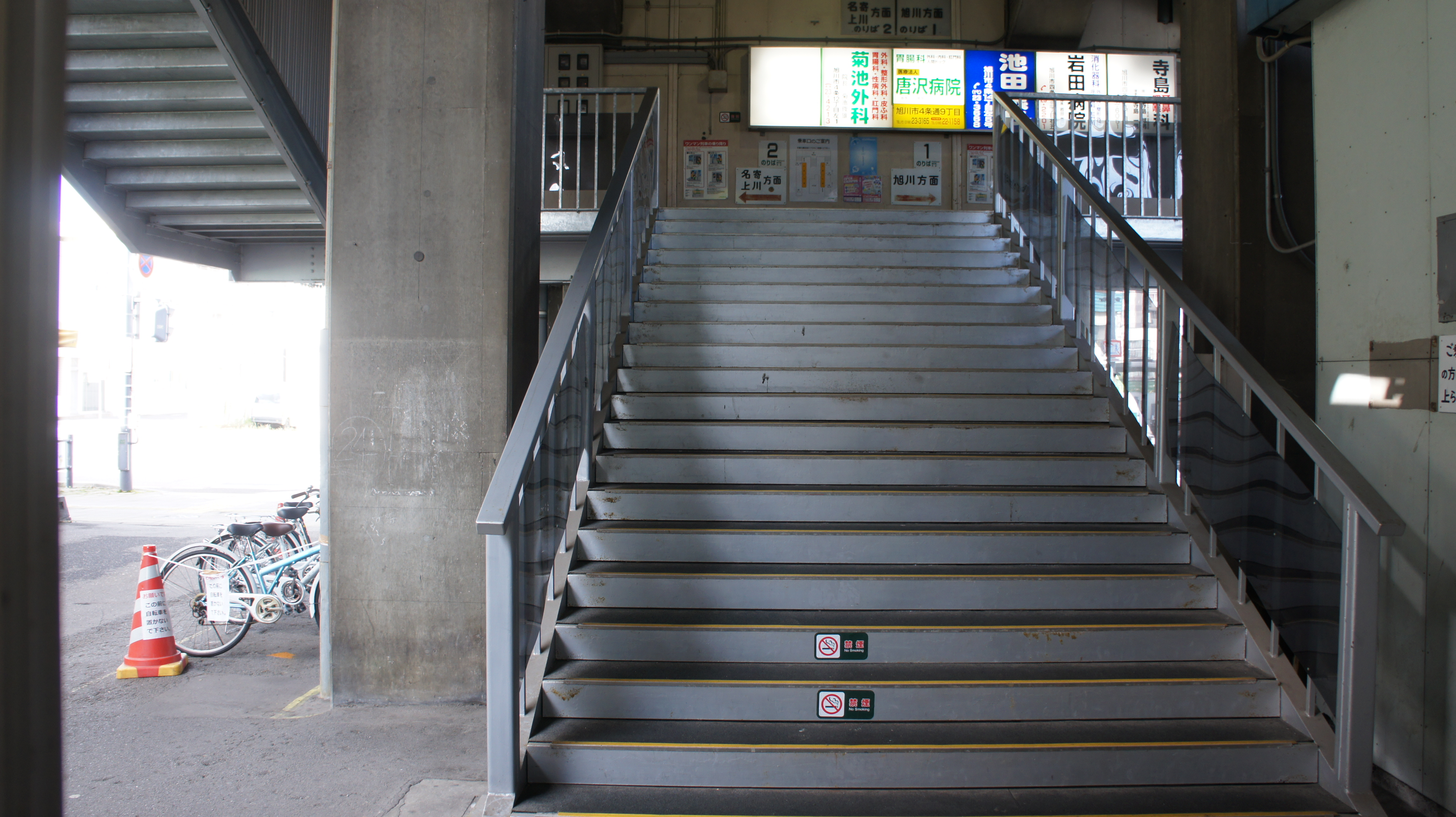
待合室からホームへの階段（2017年8月）
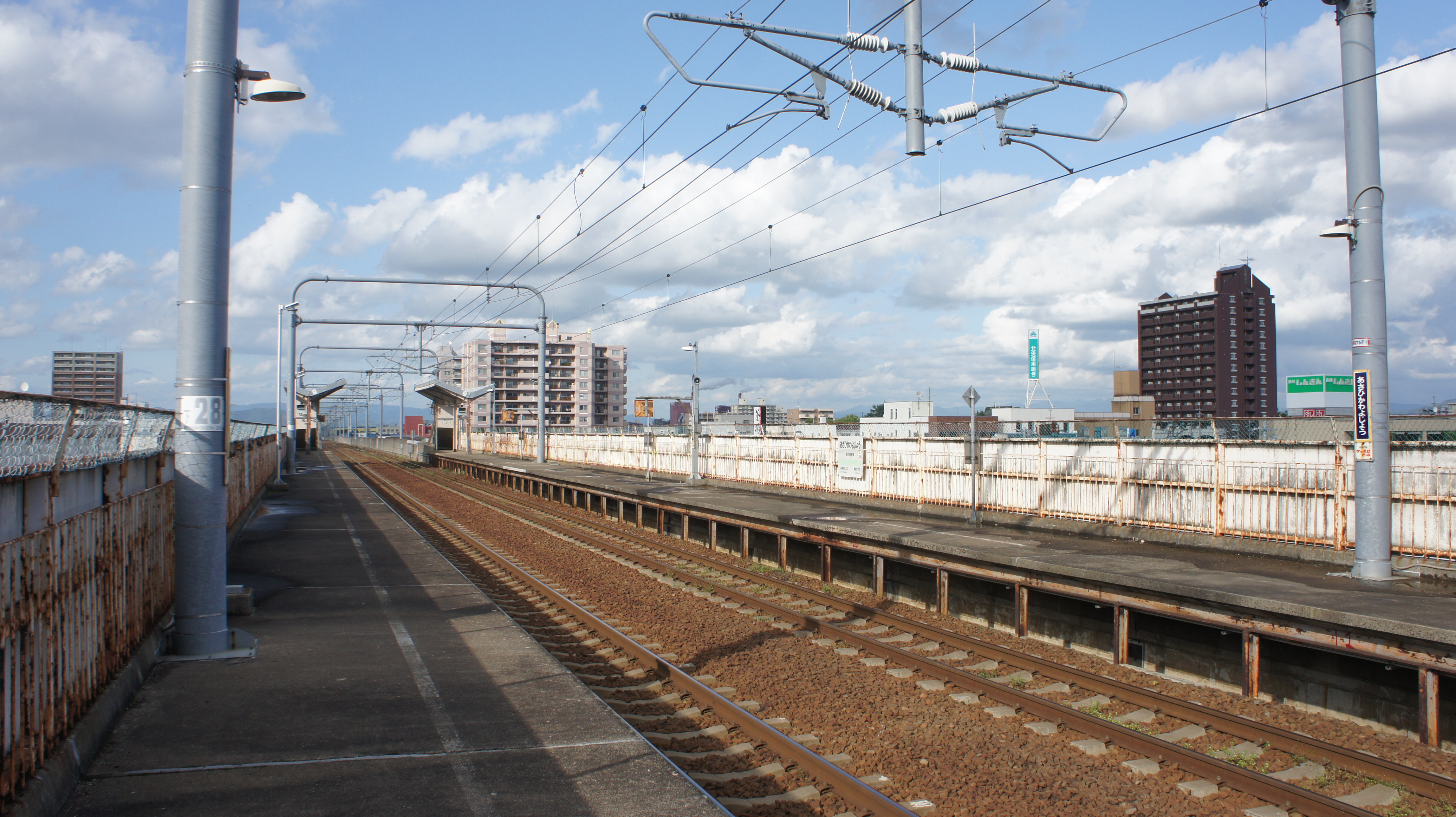
ホーム（2017年8月）
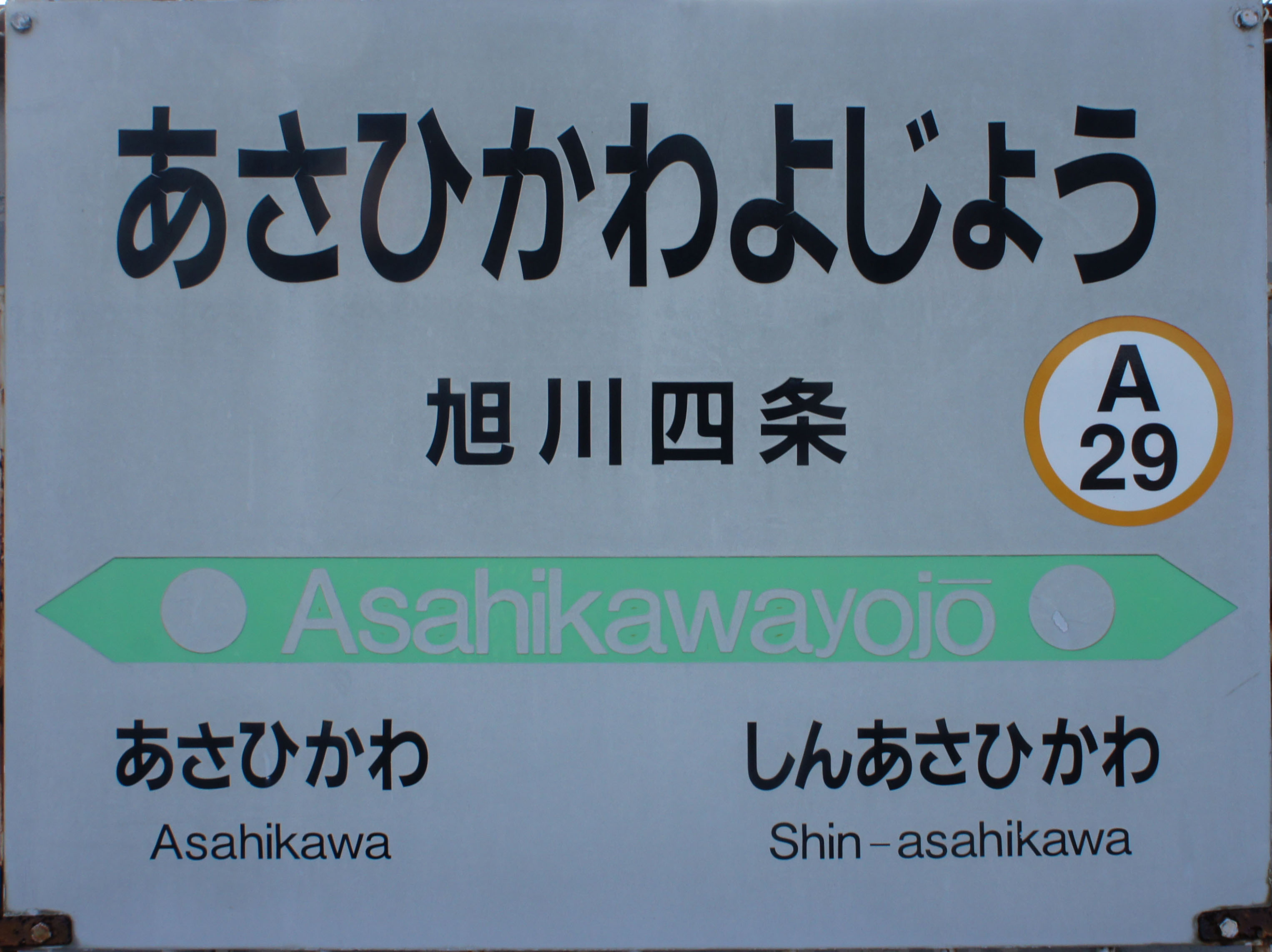
駅名標（2017年8月）

## 利用状況
乗車人員の推移は以下の通り。年間の値のみ判明している年度は日数割で算出した参考値を括弧書きで示す。出典が「乗降人員」となっているものについては1/2とした値を括弧書きで乗車人員の欄に示し、備考欄で元の値を示す。
また、「JR調査」については、当該の年度を最終年とする過去5年間の各調査日における平均である。
| 年度               | 乗車人員（人） | 乗車人員（人） | 乗車人員（人） | 出典       | 備考 |
| 年度               | 年間           | 1日平均        | JR調査         | 出典       | 備考 |
| ------------------ | -------------- | -------------- | -------------- | ---------- | ---- |
| 1977年（昭和52年） |                | 119.0          |                | [ 12 ]     |      |
| 2017年（平成29年） |                |                | 133.6          | [ JR北 2 ] |      |
| 2018年（平成30年） |                |                | 120.8          | [ JR北 3 ] |      |
| 2023年（令和05年） |                |                | 93.6           | [ JR北 4 ] |      |

## 駅周辺
旭川市の郊外住宅地である豊岡・東光方面への玄関口である。

高架下には通称「17丁目オール商店街」と呼ばれる商店街が線路に沿って1条通から6条通まで連なっている。
- 国道39号
- 旭川東警察署
- 旭川五条郵便局（旧・旭川四条郵便局。2016年7月に移転し、左記の局名に改称された。移転前の建物は後に解体された。）
- 旭川電気軌道本社
- 旭川信用金庫 東支店
- 留萌信用金庫 旭川支店
- 北見信用金庫 旭川支店（旧・紋別信用金庫四条支店）
- 北洋銀行大雪通支店
- 旭川厚生病院
- 中島病院
- 旭川ガス本社
- なか卯旭川四条通店
- 松屋・松のや旭川四条店
- 丸亀製麺旭川店
- みよしの旭川大雪通店
- ツルハドラッグ 旭川4条店
- 蜂屋旭川本店
- 旭川銀座通商店街
- 銀座センタービル（銀ビル）
- 道北バス・旭川電気軌道「4条18丁目」停留所
- 大成ファミリープラザ（メガセンタートライアル旭川店、旭川市大成市民センター）
- ニトリ旭川四条店

## 隣の駅
北海道旅客鉄道（JR北海道）
■■宗谷本線・石北本線（石北本線は旭川駅 - 新旭川駅間宗谷本線乗り入れ）
■普通
旭川駅 (A28) - 旭川四条駅 (A29) - 新旭川駅 (A30)

### かつて存在した路線
旭川電気軌道
東川線（廃止）
旭川一条駅 - 旭川四条駅 - 四条廿丁目駅
旭川市街軌道
四条線（廃止）
四条十七丁目電停 - 四条十一丁目電停

### JR北海道
1. ↑  “2019年3月ダイヤ改正について (PDF) ”.   北海道旅客鉄道 (2018年12月14日). 2018年12月14日時点のオリジナルよりアーカイブ。2018年12月16日閲覧。
2. ↑  “駅別乗車人員（【別添資料】（2）宗谷本線（旭川・稚内間）の状況）” (PDF). 宗谷線（旭川～稚内間）事業計画（アクションプラン）.   北海道旅客鉄道. pp. 11-12 (2019年4月). 2019年4月18日時点のオリジナルよりアーカイブ。2019年4月18日閲覧。
3. ↑  “駅別乗車人員（【別添資料】（2）宗谷本線（旭川・稚内間）の状況）” (PDF). 宗谷線（旭川～稚内間）第2期事業計画（アクションプラン）. p. 10 (2021年4月16日). 2021年4月19日時点のオリジナルよりアーカイブ。2021年4月29日閲覧。
4. ↑  “宗谷線(旭川・稚内間) 事業の抜本的な改善方策の実現に向けた実行計画(2024(令和6)～2026(令和8)年度)” (PDF).   北海道旅客鉄道 (2024年). 2024年9月8日時点のオリジナルよりアーカイブ。2024年9月8日閲覧。